# Ex nihilo
Ex nihilo ist ein Musikalbum von Binker Golding und Elliot Galvin. Die am 11. April 2018 im Vortex Jazz Club, London, entstandenen Aufnahmen erschienen im Januar 2019 auf Byrd Out Records.

## Hintergrund
Der Saxophonist Binker Golding, der vor allem für sein Duo mit dem Schlagzeuger Moses Boyd bekannt ist, hatte darüber hinaus mit einem breiten Spektrum von Musikern zusammenarbeitet. Derweil hatte Elliot Galvin als Leiter seines eigenen Trios und drei Alben hervorgetan. Golding und Galvin sind – neben ihren weiteren Projekten – zwei der experimentierfreudigsten jungen Musiker der britischen Jazzszene, notierte Ian Mann, und in den späten 2010er-Jahren haben sich beide zunehmend für die Kunst der freien Improvisation interessiert. Der Doyen der freien Improvisation, Evan Parker, war Gast beim Binker & Moses-Album Alive in the East? (2017) und wies Golding auf einen neuen Weg hin, den es zu erkunden gelte. Mittlerweile arbeitete Galvin im Duo mit dem Free-Jazz-Schlagzeuger/Perkussionisten Mark Sanders, mit dem er 2017 das Album Weather (Babel) aufnahm.
Das gemeinsame Album von Golding und Galvin, Ex Nihilo (bedeutet „Aus dem Nichts“) ist eine Liveaufnahme, die am 11. April 2018 im Vortex Jazz Club in London, bei einem von Stephen Vitkovitch koordinierten Auftritt mitgeschnitten wurde.

## Titelliste
- Binker Golding & Elliot Galvin: Ex Nihilo (Byrd Out Records BYR015)[3]

1. Aeturnum Vale 8:50
2. Eram Quod Es, Eris Quod Sum 6:18
3. Ad Usum Proprium 4:48
4. Adaequatio Intellectus Et Rei 3:19
5. Aliquid Stat Pro Aliquot 10:08
6. Non Plus Ultra 8:50

Die Kompositionen stammen von Binker Golding und Elliot Galvin.

## Rezeption

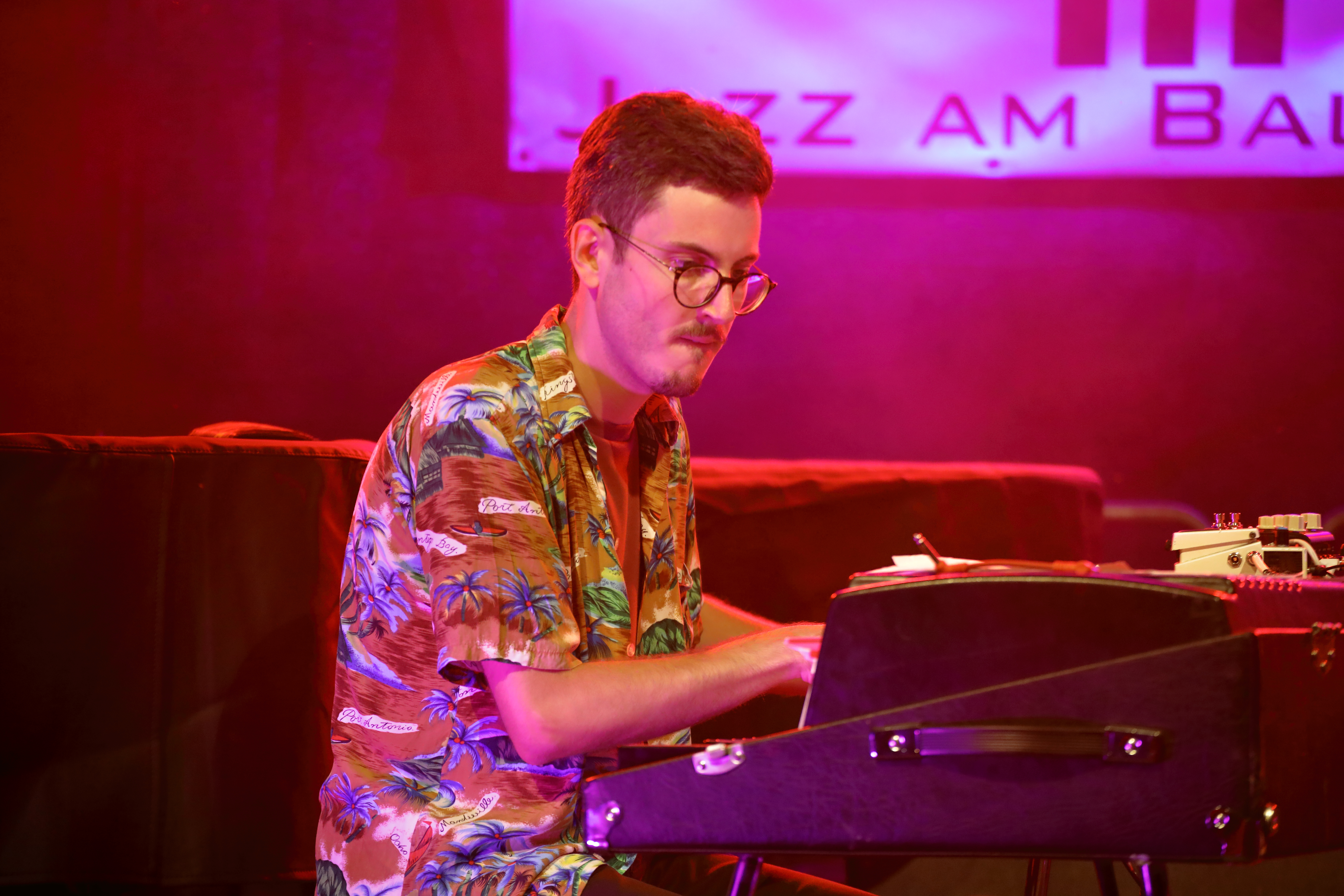
Elliot Galvin mit dem britisch-russischen Projekt JZ Replacement auf dem INNtöne Jazzfestival 2020

Nach Ansicht von Luke Seabright, der das Album in All About Jazz rezensierte, biete Ex Nihilo genau das, was man sich vom besten experimentellen Jazz wünschen kann: bahnbrechende Klangexperimente, komplexe strukturelle Formänderungen und ein messerscharfes Zusammenspiel voller Überraschung, Witz und Gefühl. Es sei eine brillante Leistung von zwei aufregenden Künstlern, die aus der neuen britischen Jazzszene hervorgegangen sind, und man könne nur hoffen, dass dies nicht das letzte Mal sei, dass sie gemeinsam aufnehmen.
Diese beiden außergewöhnlichen jungen Musiker hätten eine Platte gemacht, die den Hörer durchweg fessle, schrieb Ian Mann (The Jazz Mann). Ihre musikalischen Dialoge seien echter Austausch auf Augenhöhe und die beiden hätten eine durch und durch fesselnde Klangwelt geschaffen, in der der unglaublich talentierte Galvin das Klavier als „gesamtes Instrument“ behandle. Seine Verwendung des Instrumenteninneren sei immer von Natur aus musikalisch, und seine Verwendung erweiterter Techniken fände nicht einfach nur aus Gründen der Neuheit oder des Effekts statt. Der Austausch des Duos strahle hier eine echte Lebhaftigkeit, Respektlosigkeit und Energie aus, selbst in den ruhigeren Momenten sei dies der Klang zweier mutiger junger Musiker, die „ernsthaften Spaß“ haben.
Wie man bereits vermuten dürfte, ist der Titel des Albums eine Abkürzung des Mottos des römischen Philosophen Lucretius „ex nihilo nihil fit“, was übersetzt „aus dem Nichts kommt nichts“ bedeute und womit er meinte, dass harte Arbeit notwendig sei, um ein lohnendes Ergebnis zu erzielen, schrieb Chris May (All About Jazz). Und in der Tat, „was für ein Ergebnis wir hier haben“. Völlig frei im Sinne von Binkers und Moses’ „Halbfreiheit“, daher die Abkürzung des Mottos, sei Ex Nihilo ein Buschfeuer, bei dem Golding sowohl harmonisch als auch klanglich weiter über das hinausgehe, als es zusammen mit Boyd üblich sei. In Galvin habe er einen weiteren furchtlosen und kreativen Partner – wie Lucretius auch schrieb: „necessitas duo tango“, was übersetzt bedeutet, „ich muss zwei berühren.“